# Ghazi Kanaan
Ghazi Kanaan, (arabiska: غازي كنعان), född 1942 i Bhamra nära Qardaha, Syrien, död 12 oktober 2005 i Damaskus, Syrien, var en syrisk politiker och general. Kanaan var Syriens inrikesminister från oktober 2004 fram till sin död.
Kanaan var mellan 1982 och 2002 chef för den syriska militära underrättelsetjänsten i Libanon.
Den 12 oktober 2005 påträffades Kanaan död på sitt ämbetsrum på inrikesministeriet i Damaskus. Den officiella dödsorsaken sägs vara självmord, men det florerar teorier som vill göra gällande att Kanaan mördades på order av den syriska regeringen.